# ویلسون (فیلم)
ویلسون (انگلیسی: Wilson) فیلمی در ژانر زندگی‌نامه‌ای به کارگردانی هنری کینگ است که در سال ۱۹۴۴ منتشر شد.

## بازیگران
- الکساندر ناکس
- چارلز کوبرن
- جرالدین فیتزجرالد
- توماس میچل
- سدریک هاردویک
- وینسنت پرایس
- مری اندرسون
- فلیکس باش
- ماری درسلر
- داگلاس فربنکس
- فرانسیس فورد
- مری پیکفورد
- تئودور روزولت
- روت فورد
- فرانسیس بوشمن
- جوزف مایکل کریگن
- ویلیام آیث
- استنلی ریجز
- ادوارد اِرل
- همیلتون مک‌فیدن
- سی. مانتگیو شا
- ویلیام پی. کارلتون
- جیمز بوش